# Batería de polímero de litio
La batería de polímero de iones de litio, de ion de litio polímero o más comúnmente batería de polímero de litio (abreviadamente Li-poli, Li-Pol, LiPo, LIP, PLI o LiP) son pilas recargables (células de secundaria), compuestas  generalmente de varias células secundarias idénticas en paralelo para aumentar la capacidad de la corriente de descarga, y están a menudo disponibles en serie de "packs" para aumentar el voltaje total disponible. 

## Principio de funcionamiento
Las baterías LiPo funcionan siguiendo el mismo principio que las baterías de iones de litio, el intercambio de electrones entre el material del electrodo negativo y el material del electrodo positivo mediante un medio conductor. Para evitar que los electrodos se toquen directamente, se coloca entre ellos un material con poros microscópicos que permite tan solo los iones (y no las partículas de los electrodos) migren de un electrodo a otro.

## Carga
Las baterías LiPo se caracterizan por ser ligeras y por poder almacenar una gran cantidad de energía. Normalmente las baterías LiPo están compuestas por multitud de celdas, cada una de las cuales tiene un voltaje nominal de 3,7V y un voltaje máximo de 4,2V dependiendo de los materiales con los que se ha hecho la batería.

## Seguridad
Las baterías LiPo sufren los mismos problemas de seguridad que las baterías de iones de litio, por lo que hay que tener mucho cuidado con su uso. Si la batería se calienta en exceso, se sobrecarga o se daña, puede inflamarse.

## Cuidado de las baterías LiPo
Las baterías LiPo son bastante delicadas. Si bien, una batería con buen uso y bien mantenida puede llegar a realizar más de 300 ciclos de carga y descarga, una batería mal cuidada puede no llegar ni a los 50 ciclos. 
Además, el uso incorrecto, en especial las sobrecargas, puede producir que las baterías LiPo ardan.
Por eso, para manejar las baterías de forma segura y para alargar la vida útil de las mismas, es importante seguir unos ciertos cuidados:
- Nunca dejes desatendidas las baterías mientras se cargan, pueden arder. Cárgalas en un lugar donde no haya materiales inflamables.
- Es necesario cargarlas con un cargador específico. A ser posible con un cargador balanceador que cargue cada celda de manera independiente. Usar un cargador inadecuado dañará la batería y puede hacer que se incendie.
- Nunca cargar las baterías por encima del voltaje indicado por el fabricante. Hay peligro de que ardan.
- La mejor forma de almacenar las baterías durante mucho tiempo es dejarlas con alrededor de un 40% de carga.
- Existen fundas especiales ignífugas que se usan para almacenar las baterías de forma segura.
- Por motivos de seguridad, no se deben cargar las baterías que se encuentran ni muy frías (menos de 5 °C) ni muy calientes.
- La temperatura de funcionamiento ideal de una batería LiPo se encuentra entre los 30 y 40 °C. Por debajo, la batería no rendirá al 100%. Por encima de 60 °C, la batería empieza a dañarse.
- Nunca debemos usar una batería que veamos que esté dañada o abultada.
- Para prolongar la vida útil de la batería no hay que descargarla del todo. Hay que intentar que se quede con un mínimo de un 30% de carga.
- Hay que almacenar las baterías en un lugar seco, a una temperatura entre 5 y 25 °C, y a ser posible dentro de una bolsa de seguridad para baterías LiPo

Cuando acabe la vida útil de nuestra batería (no conserve el 80% de carga máxima), la podemos reciclar en un centro autorizado, siempre y cuando la hayamos descargado previamente.